# Nintendo DS Lite
Nintendo DS Lite  là máy chơi trò chơi cầm tay hai màn hình do Nintendo phát triển và sản xuất. Máy là một thiết kế lại, mỏng hơn, sáng hơn và nhẹ hơn của Nintendo DS gốc. Máy được công bố vào ngày 26 tháng 1 năm 2006, hơn một tháng trước khi phát hành lần đầu tại Nhật Bản vào ngày 2 tháng 3 năm 2006 do nhu cầu quá lớn đối với phiên bản gốc. Máy đã được phát hành ở Úc, Bắc Mỹ, Châu Âu, New Zealand, Singapore và các khu vực xác định ở Nam Mỹ, Trung Đông và Đông Á. Tính đến ngày 31 tháng 3 năm 2014, số lượng xuất xưởng của DS Lite đã đạt 93,86 triệu trên toàn thế giới, theo Nintendo.

## Quá trình ra mắt và phát triển
DS Lite không công bố phiên bản lớn hơn. Khi phiên bản này đã sẵn sàng để sản xuất hàng loạt, Nintendo đã quyết định không phát hành vì doanh số của DS Lite vẫn rất cao. Thay vào đó, Nintendo chuẩn bị ra mắt DSi và phát hành phiên bản " DSi XL" một năm sau đó.
DS Lite có kích thước màn hình tăng lên 3,8 inch (9,7 cm) (nhỏ hơn một chút so với 4,2 inch (11 cm) màn hình của DSi XL 4,2 inch (11 cm)) và thiếu góc nhìn rộng của DSi XL.

### Nhật Bản
Nintendo DS Lite được phát hành vào ngày 2 tháng 3 năm 2006 tại Nhật Bản, với giá bán lẻ đề xuất là 16.800 yên, nhưng do thiếu nguồn cung và nhu cầu quá lớn của Nintendo DS khi ra mắt tại Nhật Bản, nhiều nhà phân phối thiết bị điện tử châu Á đã tăng giá bán lẻ của hệ máy được thiết kế lại này lên đến 23.300 yên. Trên một số trang web đấu giá của Nhật Bản, máy đã được chào bán với giá rất cao, lên đến 40.000 yên. Mặc dù Nintendo đã bán ra 550.000 máy vào tháng 3 năm 2006 (cao hơn dự đoán ban đầu của họ), DS Lite đã được bán hết ngay sau khi ra mắt. Sự thiếu hụt được cho là sẽ giảm bớt sau khi Nintendo phát hành 700.000 Nintendo DS Lite trong tháng 4 năm 2006; tuy nhiên, các nhà bán lẻ ở Tokyo lại bán hết sạch hàng vào cuối tháng 5 năm 2006. Sự thiếu hụt này kéo dài từ năm 2006 và 2007, các nhà bán lẻ trên toàn quốc có các thông cáo thường trực để xin lỗi về sự thiếu hàng và thông báo rằng vẫn chưa biết khi nào sẽ có. Khi sản phẩm đến tay, máy sẽ được bán hết ngay trong vài ngày. Vì lượng hàng dự trữ thất thường, việc tìm kiếm sản phẩm thường rất khó khăn, người dùng phải chịu khó đi đến các nhà bán lẻ khác nhau và hầu hết là không còn hàng. Điều này vẫn xảy ra ở Nhật Bản vào ngày 25 tháng 4 năm 2007, với việc các cửa hàng còn không thể chọn lựa những khách hàng tiềm năng do máy bán hết quá nhanh.

### Úc
Nintendo DS Lite được phát hành tại Úc vào ngày 1 tháng 6 năm 2006 với giá 199,95 đô la Úc. Đi kèm với một bản demo của Dr. Kawashima's Brain Training: How Old Is Your Brain? Tính đến giữa năm 2009, thiết bị được bán với giá khoảng 188,00 đô la Úc.

### Bắc Mỹ
Nintendo DS Lite phát hành vào ngày 11 tháng 6 năm 2006, với giá 129,99 đô la Mỹ (tính đến tháng 6 năm 2011 là 99,99 đô la Mỹ) và 149,99 đô la Canada ở Canada.
Đã có nhiều báo cáo khác nhau về việc các cửa hàng Target, Wal-Mart, Kmart và Meijer ở Bắc Mỹ đã bán các máy Nintendo DS Lite sớm nhất là vào ngày 30 tháng 5 năm 2006, tức là trước cả ngày ra mắt chính thức.
Vào ngày 12 tháng 6 năm 2006, GameSpot báo cáo Nintendo DS Lite ở Bắc Mỹ đã bán hết sạch tại các cửa hàng bán lẻ trực tuyến lớn, cũng như một số cửa hàng truyền thống.
Vào ngày 13 tháng 6 năm 2006, Nintendo thông báo 136.500 máy đã được bán sạch trong hai ngày kể từ khi DS Lite được bán ở Bắc Mỹ và dường như đã đạt được kỷ lục doanh số của Nintendo DS gốc là 500.000 bản trong mười ngày đầu tiên. Ngay sau khi ra mắt, DS Lite đã được bán hết tại các nhà bán lẻ lớn của Mỹ; tuy nhiên, không xảy ra tình trạng thiếu hụt liên tục như ở Nhật Bản trong năm 2006 và 2007.

### Châu Âu
Nintendo DS Lite chính thức được phát hành tại Châu Âu vào ngày 23 tháng 6 năm 2006, với 99,99 bảng ở Anh, 149,99 euro ở các nước thuộc khu vực đồng euro. Tại Phần Lan và Thụy Điển, DS Lite được phát hành vào ngày 22 tháng 6 năm 2006, do Midsummer. Chỉ trong 10 ngày, Nintendo thông báo đã bán được 200.000 DS Lite ở châu Âu.
Vào ngày 12 tháng 7 năm 2006, tổ chức truyền thông Trung Quốc Sina.com đã báo cáo một container chứa lô hàng gửi sang châu Âu đã bị đánh cắp, trong đó có số hàng hóa trị giá 18 triệu đô la Hồng Kông (2.32 triệu đô la Mỹ), gồm máy Nintendo DS Lite màu đen và thẻ trò chơi. Sau đó, GamesIndustry.biz báo cáo Nintendo đã thực sự xác nhận rằng "Một số DS Lite màu trắng sản xuất cho thị trường Anh đã bị đánh cắp ở Hồng Kông."

### Nam Triều Tiên
Nintendo đã mở công ty con mới nhất của mình, Nintendo of Korea, do Mineo Kouda làm giám đốc, vào ngày 20 tháng 7 năm 2006. DS Lite là hệ máy chơi game đầu tiên được phát hành tại Hàn Quốc bởi một công ty con, được phát hành vào ngày 18 tháng 1 năm 2007 với giá 150.000 won. Nam diễn viên nổi tiếng Hàn Quốc Jang Dong-gun và Ahn Sung-ki đã quảng cáo cho máy. Nintendo of Korea tuyên bố họ đã bán được hơn một triệu máy trong năm đầu tiên với khoảng 1,4 triệu máy, tính đến tháng 4 năm 2008.

## Phần cứng

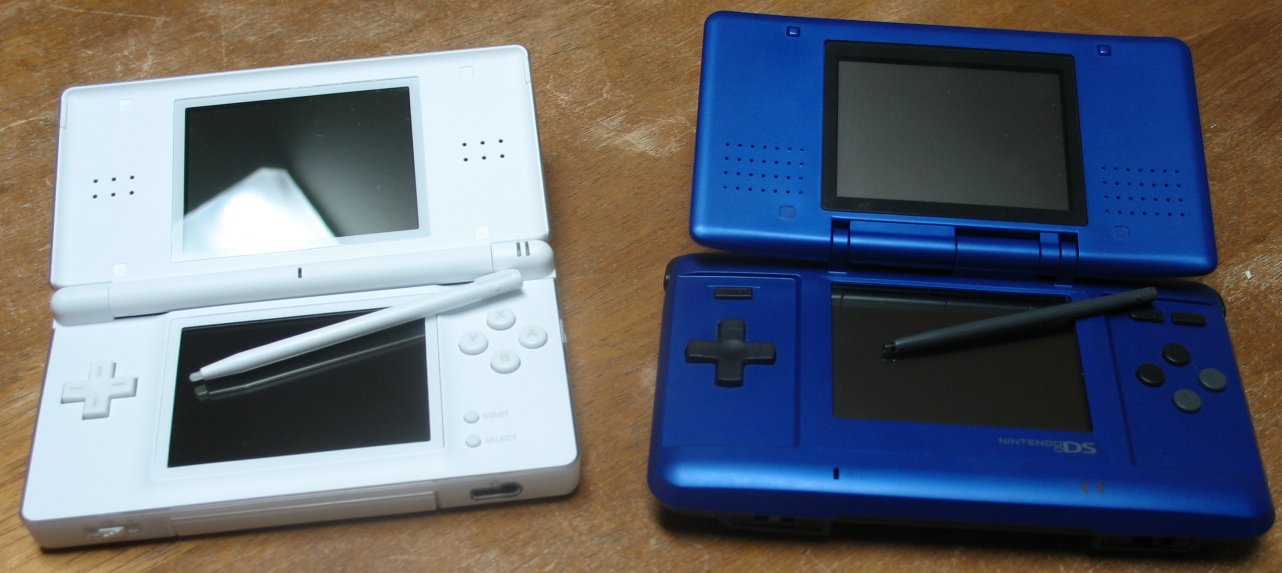
DS Lite (trái) so với DS gốc (phải)

Bài chi tiết: So sánh các máy chơi trò chơi điện tử cầm tay trên Nintendo

### Đặc trưng
Nintendo DS Lite tương thích với Game Boy Advance và các trò chơi DS thông thường. DS Lite có một khe cắm DS ở trên cùng và khe Game Boy ở dưới cùng. Nó cũng có một micrô và màn hình kép.

### So sánh kỹ thuật
- Có khả năng nhận tín hiệu Wi-Fi từ các hệ máy khác trong dòng Nintendo DS và 3DS, hệ thống Nintendo Wii và điểm truy cập Wi-Fi. Các mạng được mã hóa và không mã hóa WEP đều được hỗ trợ. Mã hóa WPA không được hỗ trợ.[24]
- Hàng chục màu sắc và phiên bản giới hạn đã được phát hành.

### Thông số kỹ thuật
- Kích thước: cao 73,9 mm (2,9 inch), rộng 133 mm (5,2 inch), dày 21,5 milimét (0,85 inch).
- Màn hình phía trên: Một màn hình LCD màu TFT truyền sáng, 3,12 inch, có đèn nền với độ phân giải 256x192 pixel và có độ phân giải 24mm, khả năng hiển thị tổng cộng 262.144 màu
- Màn hình cảm ứng: Thông số kỹ thuật tương tự như màn hình trên, nhưng có màn hình cảm ứng tương tự trong suốt.
- Độ sáng màn hình:[25] Màn hình trên: Lên đến 200 cd/m² Màn hình cảm ứng: Lên đến 190 cd/m²
- Giao tiếp không dây: IEEE 802.11; phạm vi không dây là 30 đến 100 feet; nhiều người dùng có thể chơi một số trò chơi nhiều người chơi nhất định với một thẻ DS bằng DS Download Play.
- Điều khiển: Màn hình cảm ứng, micrô tích hợp bên trong để nhận dạng giọng nói, nút A/B/X/Y, nút điều hướng, nút đệm vai L/R, Nút Start và Select nhỏ và thanh trượt bật tắt Nguồn. Bút stylus dài hơn 1 cm và dày hơn 2 mm so với bút stylus của Nintendo DS gốc.
- Đầu vào/Đầu ra: Có khe cắm cho cả thẻ Nintendo DS và băng Game Boy Advance, chỗ cắm dây tai nghe âm thanh nổi và micrô. Nắp che có thể tháo rời nằm ở khe cắm băng Game Boy Advance giúp bảo vệ khe khỏi bụi và các vật lạ khác.
- Các tính năng khác: Phần mềm PictoChat tích hợp cho phép tối đa 16 người dùng trong phạm vi địa phương của nhau trò chuyện cùng một lúc; đồng hồ thời gian thực tích hợp; ngày, giờ và báo thức; hiệu chỉnh màn hình cảm ứng. Báo thức chỉ có thể được kích hoạt khi bật nguồn.
- CPU: Hai bộ vi xử lý ARM, một CPU chính ARM946E-S và bộ đồng xử lý ARM7TDMI với tốc độ xung nhịp 67 MHz và 33 MHz tương ứng.[26]
- Âm thanh: Loa âm thanh nổi cung cấp âm thanh vòm ảo, tùy thuộc vào phần mềm.
- Pin: Pin Lithium ion (1000 mAh) cho từ 15 đến 19 giờ chơi và sạc ba giờ; chế độ ngủ tiết kiệm điện; cục sạc chuyển điện.

## Phụ kiện
Giống như tiền nhiệm, Nintendo DS Lite tương thích với phụ kiện Tai nghe Nintendo DS. Tuy nhiên, DS Lite sử dụng cục chuyển điện AC khác với cục được sử dụng cho Nintendo DS gốc và Game Boy Advance SP do cổng AC nhỏ hơn.

## Doanh số bán hàng
Xem thêm: Doanh số bán hàng của Nintendo DS
| Ngày                      | Nhật Bản    | Mỹ          | Những nước khác | Tổng cộng   |
| ------------------------- | ----------- | ----------- | --------------- | ----------- |
| ngày 31 tháng 3 năm 2006  | 0.58 triệu  | -           | -               | 0.58 triệu  |
| ngày 30 tháng 6 năm 2006  | 2.72 triệu  | 0.68 triệu  | 0.76 triệu      | 4.15 triệu  |
| ngày 30 tháng 9 năm 2006  | 4.97 triệu  | 2.23 triệu  | 1.86 triệu      | 9.06 triệu  |
| ngày 31 tháng 12 năm 2006 | 7.89 triệu  | 4.84 triệu  | 4.60 triệu      | 17.33 triệu |
| ngày 31 tháng 3 năm 2007  | 9.48 triệu  | 6.41 triệu  | 5.96 triệu      | 21.85 triệu |
| ngày 30 tháng 6 năm 2007  | 11.56 triệu | 8.81 triệu  | 8.32 triệu      | 28.69 triệu |
| ngày 30 tháng 9 năm 2007  | 13.16 triệu | 10.73 triệu | 11.04 triệu     | 34.93 triệu |
| ngày 31 tháng 12 năm 2007 | 15.12 triệu | 14.85 triệu | 16.00 triệu     | 45.97 triệu |
| ngày 31 tháng 3 năm 2008  | 15.84 triệu | 17.06 triệu | 18.88 triệu     | 51.78 triệu |
| ngày 30 tháng 6 năm 2008  | 16.42 triệu | 19.78 triệu | 22.53 triệu     | 58.72 triệu |
| ngày 30 tháng 9 năm 2008  | 17.16 triệu | 22.30 triệu | 26.05 triệu     | 65.51 triệu |
| ngày 31 tháng 12 năm 2008 | 17.46 triệu | 26.60 triệu | 31.67 triệu     | 75.74 triệu |
| ngày 31 tháng 3 năm 2009  | 17.63 triệu | 28.80 triệu | 33.51 triệu     | 79.94 triệu |
| ngày 30 tháng 6 năm 2009  | 17.71 triệu | 29.76 triệu | 34.79 triệu     | 82.26 triệu |
| ngày 30 tháng 9 năm 2009  | 17.84 triệu | 30.75 triệu | 35.90 triệu     | 84.49 triệu |
| ngày 31 tháng 12 năm 2009 | 18.01 triệu | 33.51 triệu | 37.67 triệu     | 89.19 triệu |
| ngày 30 tháng 6 năm 2010  | 18.10 triệu | 34.33 triệu | 38.35 triệu     | 90.78 triệu |
| ngày 30 tháng 9 năm 2010  | 18.16 triệu | 34.65 triệu | 38.60 triệu     | 91.41 triệu |
| ngày 31 tháng 12 năm 2010 | 18.20 triệu | 35.74 triệu | 38.89 triệu     | 92.83 triệu |
| ngày 31 tháng 3 năm 2011  | 18.20 triệu | 35.89 triệu | 38.97 triệu     | 93.06 triệu |
| ngày 30 tháng 6 năm 2011  | 18.20 triệu | 36.15 triệu | 39.07 triệu     | 93.42 triệu |
| ngày 30 tháng 9 năm 2011  | 18.20 triệu | 36.21 triệu | 39.12 triệu     | 93.53 triệu |
| ngày 31 tháng 12 năm 2011 | 18.20 triệu | 36.37 triệu | 39.16 triệu     | 93.74 triệu |
| ngày 31 tháng 12 năm 2012 | 18.20 triệu | 36.44 triệu | 39.21 triệu     | 93.85 triệu |
| ngày 31 tháng 3 năm 2014  | 18.21 triệu | 36.44 triệu | 39.21 triệu     | 93.86 triệu |

## Thư viện hình ảnh

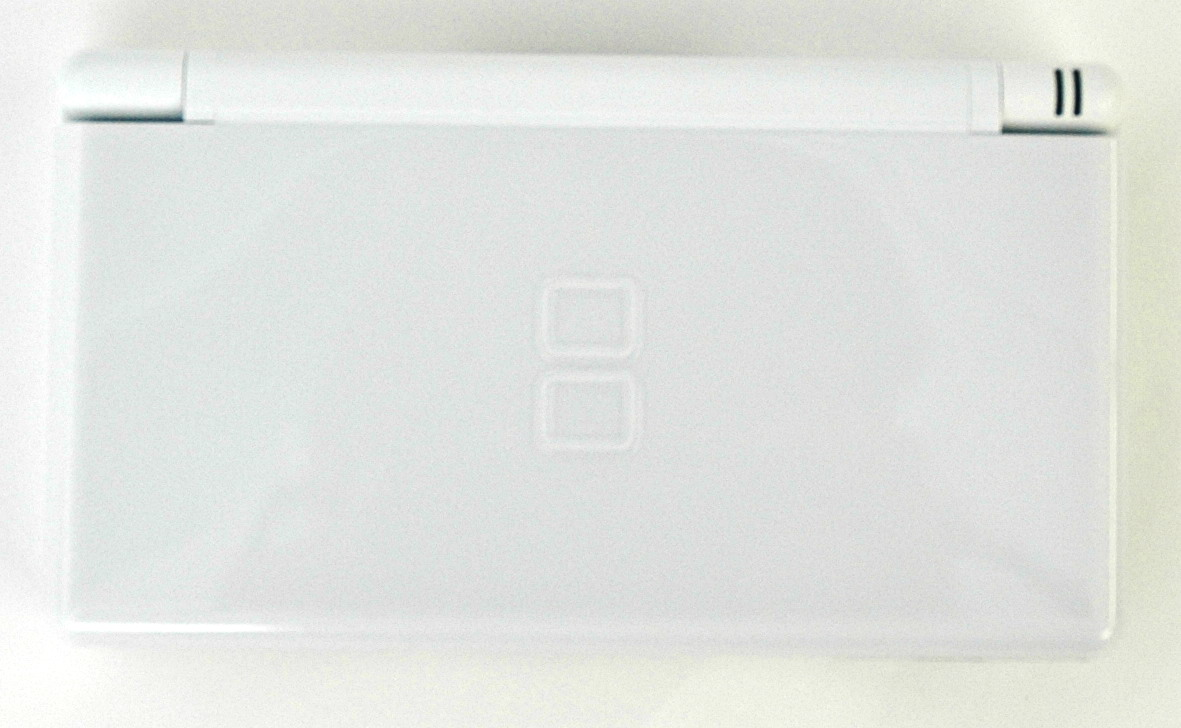
Nintendo DS Lite, khi gập lại
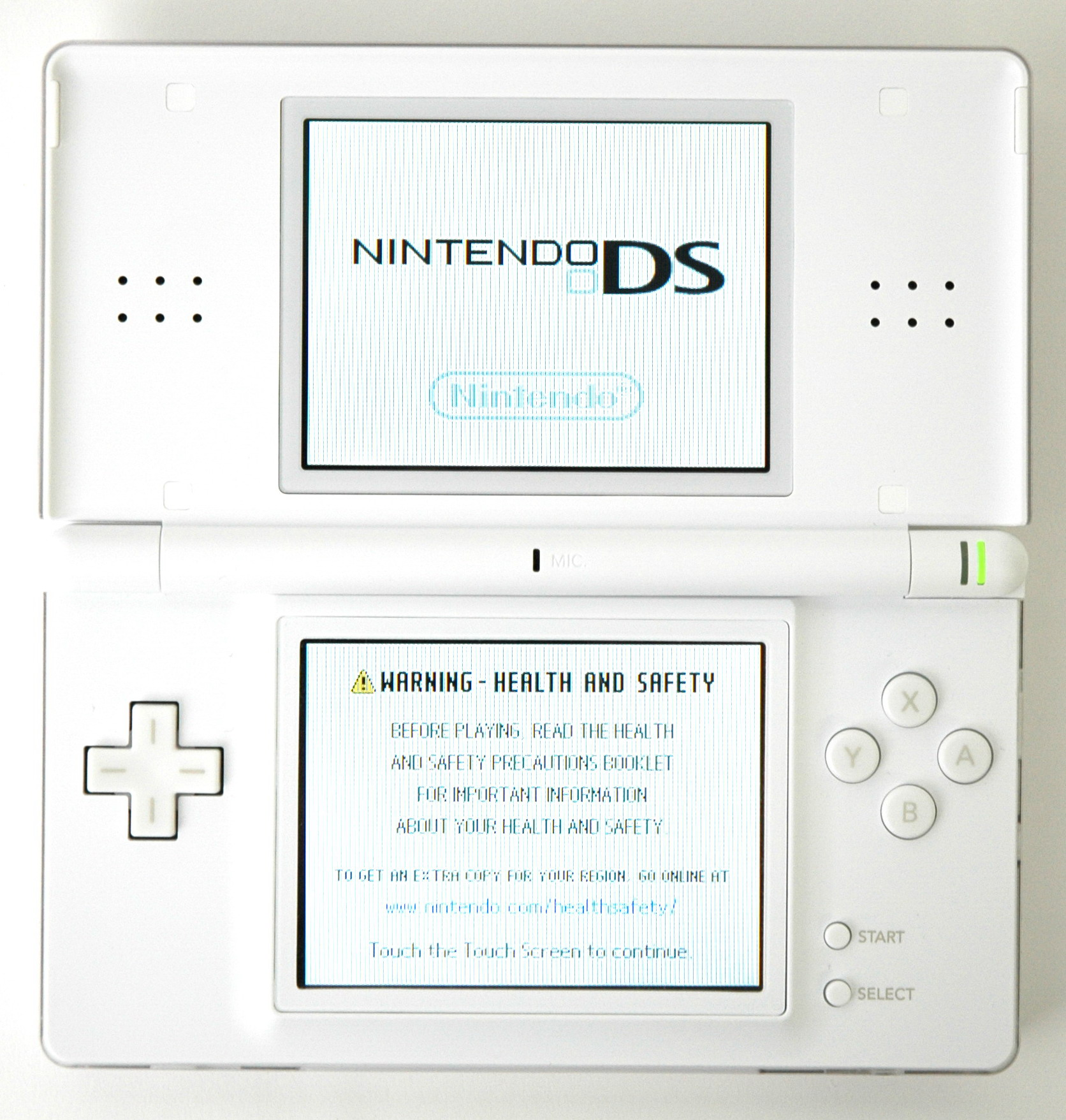
Nintendo DS Lite, đã bật và mở ra
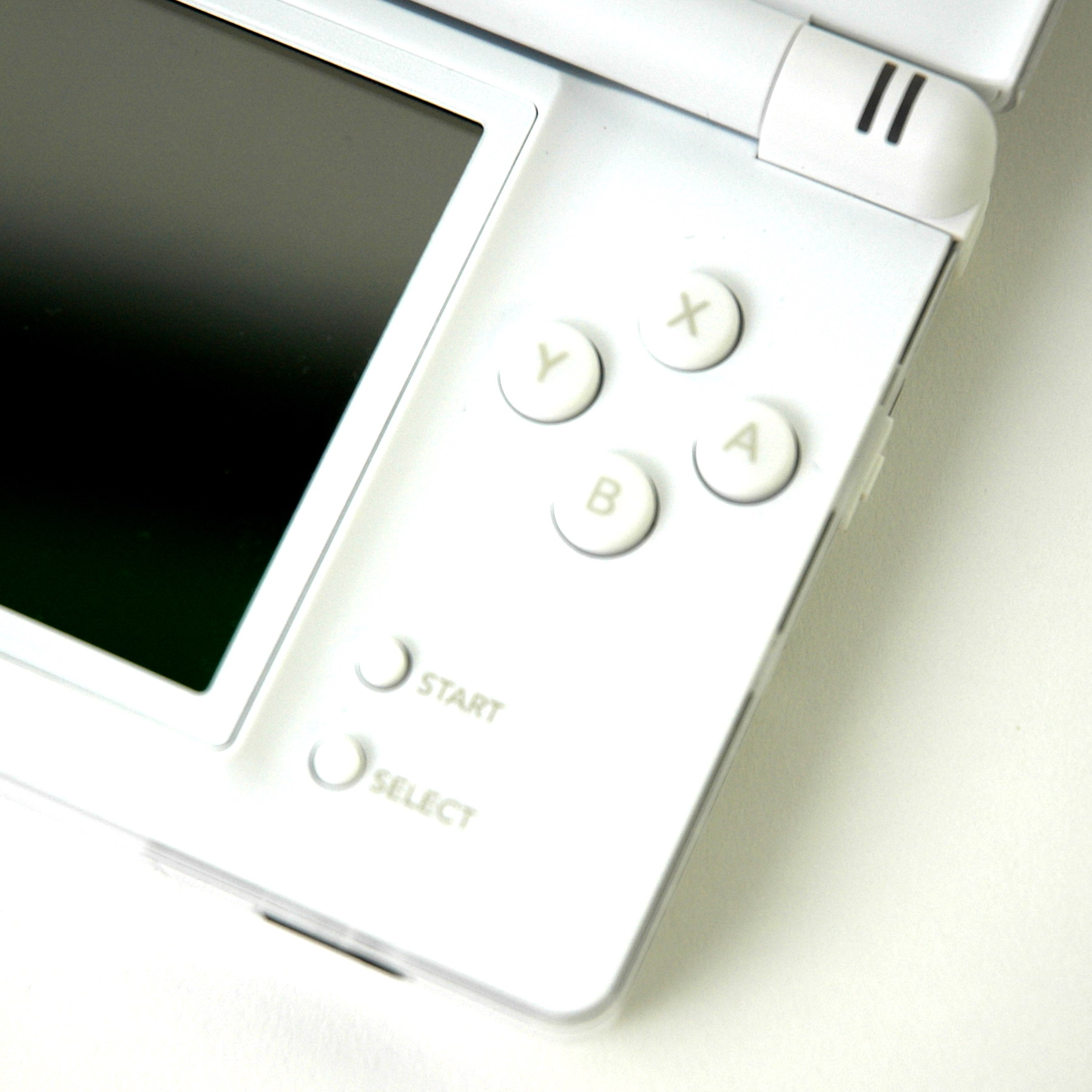
Các nút Start và Select được chuyển xuống bên dưới nhóm nút A, B, X và Y
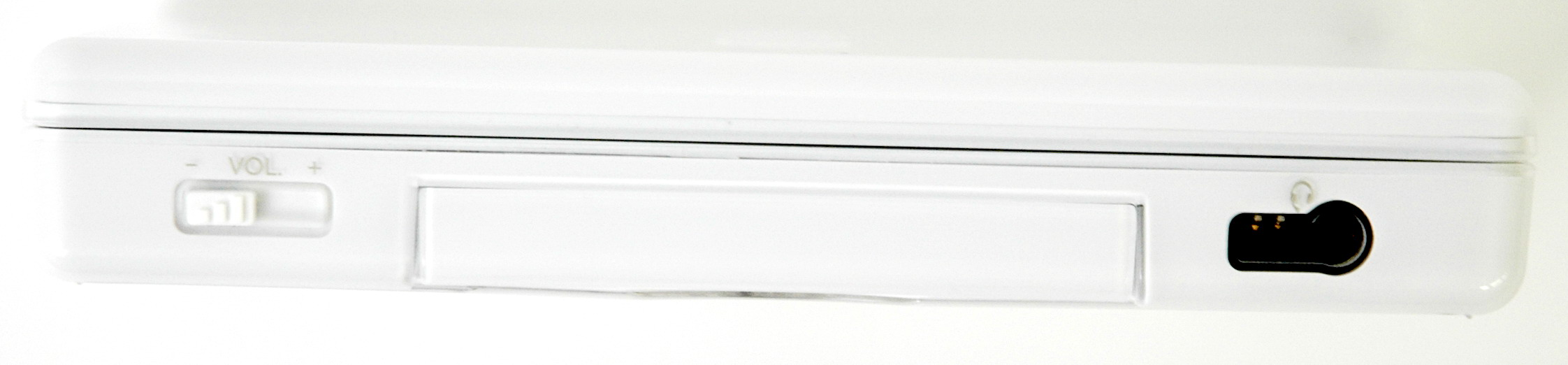
Mặt trước, với thanh trượt điều chỉnh âm lượng ở bên trái, giắc cắm tai nghe ở bên phải và khe cắm Game Boy Advance ở giữa
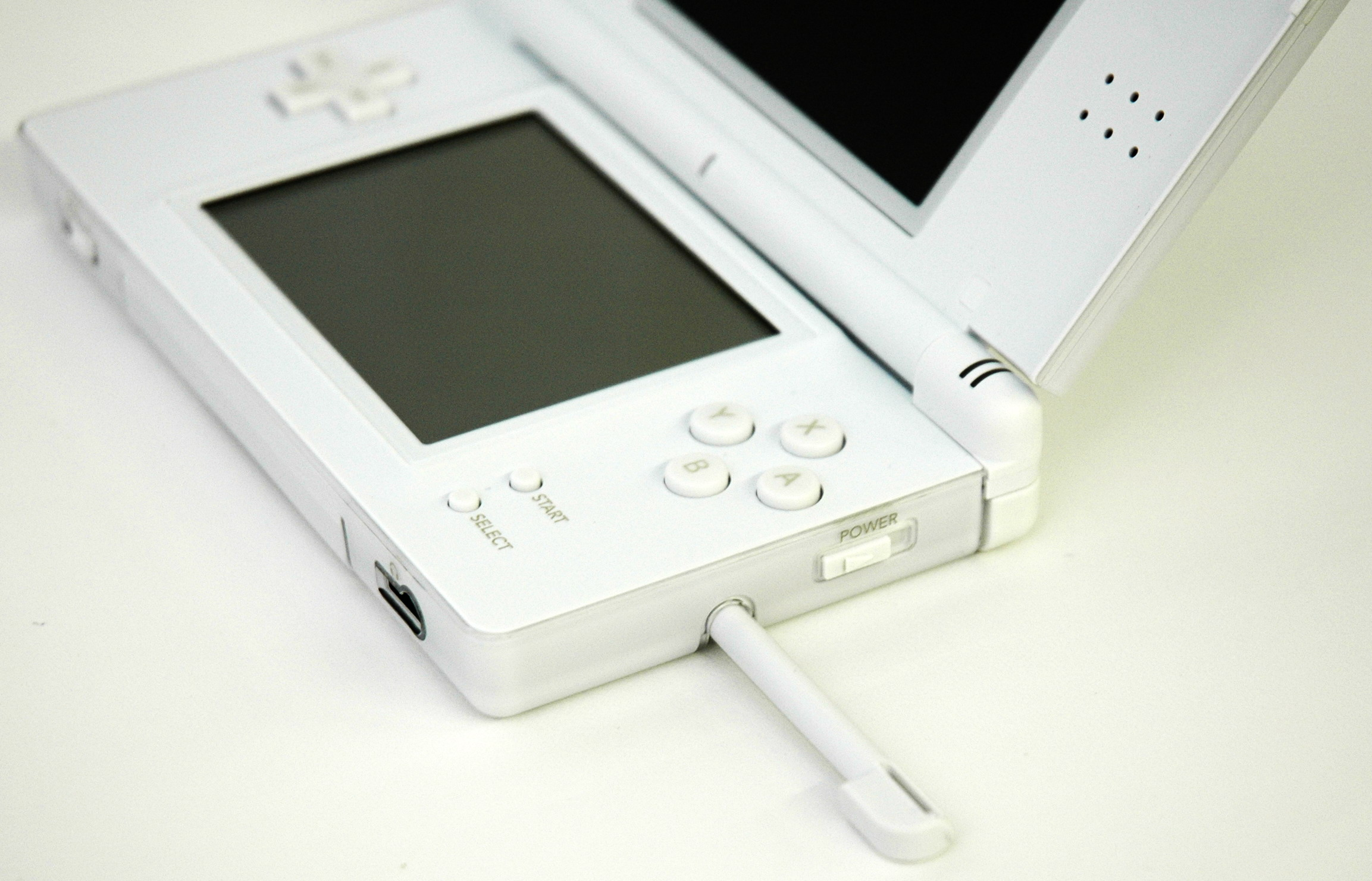
Bút stylus được làm lại và công tắc nguồn được di chuyển
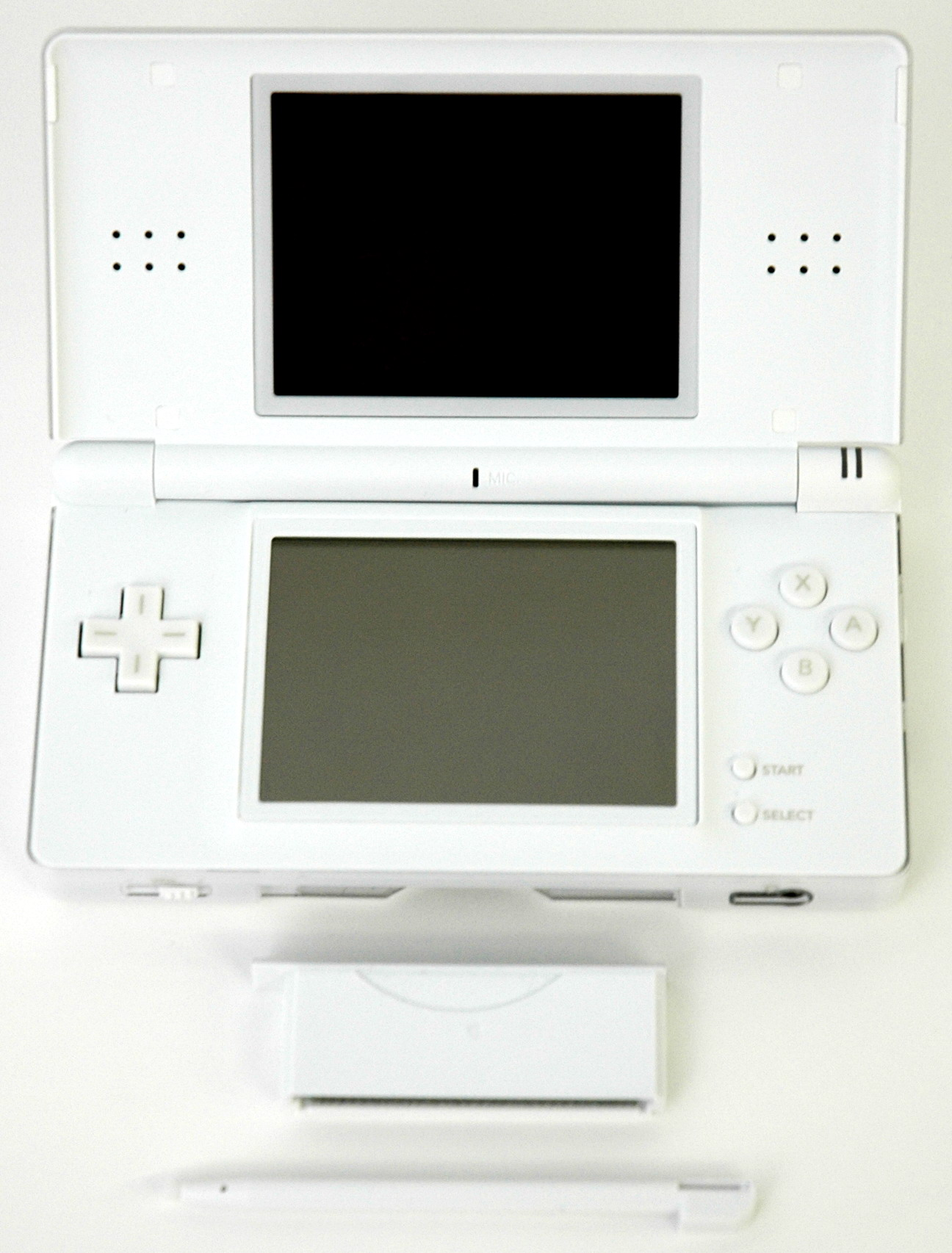
Nắp che và bút cảm ứng Game Boy Advance, bên dưới Nintendo DS Lite